# ليوريو
ليوريو هو أحد شخصيات مسلسل الأنمي الشهير القناص من تأليف يوشيهيرو توغاشي.
يوريو هو أحد أصدقاء غون وهو طبيب يطمح في أن يصبح دكتورا وقد خسر يوريو أحد أعز أصدقائه بسبب مرض مستعصي وقد شعر بالأسى والندم لأنه لم ينقذ صديقه بسبب قلة النقود لذا فقد انضم لامتحان الصيد بغرض جني المال. ويتميز يوريو بالشجاعة والجرأة وعدم الخوف من الخصم ويعتبر التفاوض أحد أهم أسلحته كما أنه يتصرف بغرابة أطوار في بعض الأحيان.